# EA Sports FC
EA Sports FC is een reeks voetbalsimulatiespellen waarmee de speler met een land of club kan spelen. Het spel werd ontwikkeld door EA Vancouver en EA Roemenië en wordt uitgegeven door EA Sports. Het is de directe opvolger van de voormalige FIFA-serie, die werd stopgezet na beëindiging van de licentieovereenkomst tussen EA en FIFA. Deze spellen worden sinds 2023 eind september uitgebracht(voorheen werden op dat moment de FIFA-spellen uitgebracht).

## Achtergrond
Op 10 mei 2022 kondigden EA Sports en FIFA aan dat hun overeenkomst over de gebruiksrechten van de naam "FIFA" na bijna 30 jaar zou eindigen op 31 december 2022, na eerder een verlenging van een jaar om de release van FIFA 23 mogelijk te maken. EA wilde de vraagprijs van 1 miljard euro door FIFA voor een licentie van vier jaar niet betalen. Op dezelfde dag kondigde EA Sports aan dat hun FIFA-spelfranchise in 2023 de nieuwe naam EA Sports FC krijgt. FC staat voor Football Club. De vernieuwde franchise behield wel zijn licenties van meer dan 19.000 spelers, 700 teams, 100 stadions en 30 competities uit FIFA 23.
Vanaf seizoen 2023/2024 worden ook alle e-sports-competities(E-Divisie en Proximus Epro League) gespeeld met deze spellen.

## Spellen
Het eerste deel in de serie, EA Sports FC 24, werd uitgebracht op 29 september 2023, na een vroegtijdige toegangsperiode van een week voor spelers van de "Ultimate Edition"-versie. Daarnaast werd FIFA Online 4 op 22 september 2023 bijgewerkt als EA Sports FC Online, terwijl FIFA Mobile op 26 september 2023 wereldwijd werd bijgewerkt tot EA Sports FC Mobile. Enkele dagen voor het uitbrengen van het nieuwe spel werden alle oude FIFA-spellen verwijderd van de online digitale verkoopsplatformen.